# Tony Lewis
Tony Lewis (East End (Londen), 21 december 1957 - aldaar 19 oktober 2020) was een Britse rockbassist en singer-songwriter. Hij was lid van de band The Outfield, bekend van hun hitsingle Your Love. Na een lange carrière bij The Outfield, begon Lewis te werken als soloartiest. Hij bracht zijn eerste soloalbum Out of the Darkness uit in het voorjaar van 2018 bij Madison Records.

## Biografie
Lewis werd geboren in East End in Londen. Hij groeide op in een stoere arbeiderswijk. Muziek diende als een lichtpunt in zijn leven en zijn liefde voor muziek begon al vroeg. De radio stond altijd aan in het huis van Lewis en zijn eerste invloeden waren klassiekers uit de jaren 1960. Op 9-jarige leeftijd hoorde Lewis The Beatles voor het eerst en hij werd meteen verslaafd aan de Britse rockband. Later werd hij een grote fan van T. Rex, David Bowie, The Rolling Stones, The Kinks en andere glamrockbands uit de jaren 1970.
Op de middelbare school ging Lewis nog een stap verder met zijn liefde voor muziek en vormde hij zijn eerste band met Alan Jackman. Lewis speelde basgitaar en Alan speelde drums. Met slechts een drie meter lange gitaarkabel naar de versterker kon Lewis niet zingen toen ze optraden omdat hij de microfoon niet kon bereiken. Een paar jaar later sloten de twee zich aan bij gitarist John Spinks en vormden de progressieve rockband Sirius B. Begin jaren 1980 explodeerde het punkrockcircuit in Londen en er was geen vraag naar de progressieve muziek van Sirius B. De band ging uit elkaar en Lewis ging er alleen op uit. Hij speelde in verschillende lokale bands en clubs in Londen en stapte vaak naar de microfoon om de zang op zich te nemen.
Lewis speelde in optredens in Londen toen hij John Spinks weer ontmoette. Hij hoorde Lewis zingen en werd geïnspireerd om de band weer bij elkaar te brengen. Ze sloten zich weer aan bij Jackman en dit keer vormden ze de band Baseball Boys. Ze toerden door het Verenigd Koninkrijk en verbeterden het powerpop-geluid dat hun handtekening was geweest. Na een tijdje te hebben getoerd en hun geluid te hebben versterkt, kreeg de band een reputatie voor het spelen van Amerikaans klinkende muziek. Na demo's gemaakt te hebben bij een lokale opnamestudio Scarf Studios kreeg de band een pauze, toen ze tekenden bij een Amerikaans managementbedrijf. De nieuwe manager stelde een naamswijziging voor naar The Outfield en hielp hen een platencontract te tekenen. The Outfield brachten hun eerste album Play Deep uit in 1985.
Play Deep werd een multi-platina verkopend album en bereikte de Top 10 in de Amerikaanse albumhitlijsten. De single Your Love bereikte #6 in de Billboard-hitlijsten. Your Love is nog steeds een wereldwijd fenomeen met honderden miljoenen streams en videoweergaven. Je kunt het nog steeds horen spelen in honkbalstadions en voetbalstadions in de Verenigde Staten. The Outfield toerde veel en de band bracht hun tweede album Bangin uit in 1987 en een derde album Voices of Babylon in 1989. Gedurende de late jaren 1980 bleef de band succesvol toeren door de Verenigde Staten. Na het uitbrengen van Voices of Babylon nam drummer Alan Jackman afscheid van de band, maar Lewis bleef samenwerken met John Spinks en verschillende drummers om door te gaan met het opnemen van muziek. The Outfield produceerde redelijk regelmatig albums, zoals Voices of Babylon (1989), Diamond Days (1990), Rockeye (1992), Anytime Now (2004) en Replay (2011).
In 2014 overleed John Spinks op 60-jarige leeftijd aan leverkanker. Zijn vriendschap en muzikale partnerschap betekende veel voor Lewis en het verlies van zijn vriend was verschrikkelijk. Na de dood van zijn oude medewerker besloot Lewis een pauze te nemen in de muziek. Het eerste jaar wilde Lewis niet eens naar muziek luisteren of gitaar spelen. Zijn vrouw Carol moedigde hem aan om te beginnen met opnemen en terug te gaan naar waar hij echt van hield. Muziek was altijd een onderdeel van het leven van Lewis geweest en daar ging hij voor troost. Lewis keerde terug naar zijn solo-roots, herzag zijn vroege lyrische ideeën en speelde rond met een massa achtergrondnummers. Uiteindelijk werkte hij samen met zijn vrouw Carol, die volgens hem talent had voor het schrijven van teksten.
Lewis en Carol werkten samen aan een nieuw oeuvre, dat de geest van The Outfield overneemt en Lewis' eigen stijl laat doorschijnen. In oktober 2017, met de hulp en steun van Randy Sadd van Protocol Entertainment (die een radiopromotor was voor Outfield in 2004–2011), werd Lewis voorgesteld aan Tanner Hendon en tekende bij Hendons platenlabel Madison Records. Al snel kwam het nieuwe album Out of the Darkness uit, met de debuutsingle Into the Light. De single kreeg een vermelding in de Billboard-hitlijsten. Op het nieuwe album speelt Lewis alle instrumenten en produceert en neemt hij alles zelf op.